# Кулев, Сергей Николаевич
Сергей Николаевич Кулев (6 января 1962, Челябинск — 20 февраля 2020) — советский и российский хоккеист и хоккейный тренер.

## Карьера
Воспитанник челябинского хоккея. Проведя 10 сезонов в «Тракторе», 229 раз выходил на лёд, набрал 42 (15+27) очка по системе «гол + пас».
С распадом СССР выезжал играть в чешском и сербском чемпионатах. «Витковице» в 1993/1994 году заняла третье место в регулярном чемпионате, но уже в 1/4 финала выбыла из борьбы. А «Партизан» в 1994/1995 году стал чемпионом Сербии и выиграл Балканскую Лигу.
В 1995 году вернулся в Челябинск. За два сезона провёл 69 игр. При этом в сезоне 2006/2007 был играющим тренером.
С 1997 года играл в клубах низших лиг.
В 2007 году закончил игровую карьеру. Работал в клубах «Сталь (Аша)» (Аша), «Кристалл-Югра» и «Сокол» (Красноярск).
С 2013 года работал с казахстанским «Беркутом» из Караганды.

## Достижения
- Бронзовый призёр чемпионата СССР среди юниоров (1980) в составе «Трактора».
- Чемпион Югославии (1994/1995)
- Обладатель Кубка Балканской лиги (1994/1995).